# Сихын

Сихын на карте провинции Кёнгидо

Сихы́н (кор. 시흥시?, 始興市?, Siheung-si) — город в провинции Кёнгидо, Южная Корея.

## История
Современное название города происходит от бывшего района Сихын (Сихындон) в округе Кымчхонгу (сейчас входит в территорию Сеула). Сихындон возник под именем Инбольно 475 году во время эпохи государства Когурё. Однако территориально на территории современного Сихына находились округа Мэсохольхён и Чанхангухён. Часть этих округов в настоящее время являются территорией соседних с Сихыном городов Ансана и Инчхона.
Статус города (си) был получен Сихыном в 1989 году. До этого здесь располагался уезд Сихын (Сихынгун), разделённый в 1989 году между тремя городами: собственно Сихыном, Ыйваном и Кунпхо.

## География
Сихын — небольшой город, располагающийся между Инчхоном и Сеулом. Также граничит с Ансаном, Хвасоном, Пучхоном, Кванмёном и Аняном, имеет выход к Жёлтому морю.

## Культура
- Фестиваль «Сихын Кэтколь» — экологическое образовательное фестиваль, проводится ежегодно в августе в экологическом парке «Кэтколь». Программа фестиваля нацеленна прежде всего на детей и включает различные мероприятия, такие как выставка редких животных, образовательные прогулки, уроки песчаной скульптуры и т. д.[2]
- Сихынский молодёжный фестиваль — проводится ежегодно в мае. В программе фестиваля выставки продукции традиционных корейских ремёсел, соревнования по фотографии, спортивные состязания, концерты.[3]
- Музей естественной истории Сихына — крупный музей, расположенный на территории 12 тыс. м². В экспозиции чучела, модели и скелеты различных животных (в том числе движущиеся модели динозавров), аквариум, выставка на открытом воздухе.[4]

## Известные уроженцы и жители
- Ким Джондэ — участник бой-бэнда EXO

## Туризм и достопримечательности
Исторические
- Изображение Будды, вырезанное в камне на горе Сорэсан в районе Тэядон. Крупное изображение Будды, входит в список сокровищ Кореи под номером 1324.[5]
- Древняя печь для обжига в Пансандоне — датируется второй половиной первого тысячелетия (эпоха позднего Силла или раннего Корё). Входит в список Исторических мест Кореи под номером 413.[6]
- Семейный склеп фамилии Хан — здесь похоронено четыре поколения семьи Хан, одной из высокопоставленных семей средневековой Кореи начиная с Хан Джунгёма, министра внутренних дел династии Чосон (умер в 1642 году).[7]

Природные
- Остров Оидо — крупнейший остров, входящий в территорию города. Знаменит тем, что на его берегах расположены сотни ресторанчиков, предлагающих блюда из морепродуктов. Также здесь сохранилось немало памятников средневекового корейского зодчества, расположено несколько археологических стоянок. На острове находится Исторических мест Кореи под номером 441.[8]
- Парк лотосов в районе Хаджундон. По легенде один философ в XV веке, в эпоху династии Чосон, принёс в эти земли семена лотоса из Китая. В честь этого события властями Сихына был разбит парк, в котором цветут тысячи лотосов.[9]
- Экологический парк Кэтколь — здесь на прибрежных полях были расположены соляные фермы, однако в начале XXI века правительством эта территория была объявлена охраняемой, поскольку здесь сложилась уникальная экосистема, что обусловлено высоким содержанием соли в почве. Здесь проводятся экологические выставки и фестивали.[10]
- Несколько невысоких гор, таких как Сорэсан, Хакмисан и Кунджабон — на склонах этих гор находится несколько древних религиозных сооружений. Кроме того, проложены маршруты для занятия горным туризмом.[11][12]